# Only Love Survives
«Only Love Survives» (укр. «Виживає лише кохання») — пісня ірландського співака Раяна Долна, з якою він представляв Ірландію на пісенному конкурсі Євробачення 2013 в Мальме. Пісня була виконана 18 травня у фіналі, де, з результатом у 5 балів, посіла останнє, двадцять шосте, місце.